# Monika Kuczyniecka
Monika Kuczyniecka (ur. 14 marca 1982 w Bydgoszczy) – autorka filmów animowanych i teledysków z plasteliny (technika poklatkowa, claymation)

## Życiorys
W latach 1997–2002 uczyła się w Państwowym Liceum Sztuk Plastycznych im. L. Wyczółkowskiego w Bydgoszczy. W latach 2002–2007 studiowała w  Akademii Sztuk Pięknych w Poznaniu.
Wyreżyserowała teledyski: Królewicz zespołu Jerz Igor; Zabawki muz. Bajzel, Wszystkie maja po chłopoku zespołu Dagadana; Bang, Bang zespołu Voo Voo zamieszczony na płycie 21, Ucieczka z wesołego miasteczka Czesława Mozila (z płyty Debiut). Zilustrowała również okładkę i booklet płyty Pop Czesława Mozila, wydaną w 2010.

## Nagrody i wyróżnienia
- 2013: Mała Nagroda Rady Fundacji Kultury Polskiej Filii w Poznaniu i Regionalnego Obserwatorium Kultury UAM
- 2011: Nominacja do nagrody Fryderyka – za oprawę graficzną płyty POP-Czesław Śpiewa
- 2011: Yach Film Festiwal – nagroda w kategorii ANIMACJA za teledysk "Zabawki" (muzyka- Bajzel)
- 2010: OFFowe Odkrycie Roku – nagroda portalu Stopklatka i stacji Kino Polska
- 2009: Festiwal Filmów Niezależnych w Zawierciu – 1. miejsce za najlepszą animację
- 2009: Yach Film Festiwal – podwójna nominacja w kategorii Grand Prix i Animacja
- 2009: Happy End w Rzeszowie – najlepszy krótkometrażowy film animowany portalu szorty.pl
- 2009: Letni Festiwal Filmowy w Radomiu 2009 – wyróżnienie honorowe
- 2008: Letni Festiwal Filmowy w Zamościu – wyróżnienie za film pt. Tramwaj
- 2008: Festiwal Kina Niezależnego Oskariada w Warszawie – nagroda specjalna za film pt. Tramwaj
- 2007: Festiwal Filmów Optymistycznych Happy End w Rzeszowie – nagroda specjalna za film pt. Tramwaj
- 2007: 5. Europejski Festiwal Młodego Kina w Warszawie – II nagroda za film pt. Tramwaj
- 2007: Festiwal filmów niezależnych Warszawskie Alternatywy Filmowe WAF – wyróżnienie za film pt. Tramwaj
- 2007: OFF-Era Filmowa w Bydgoszczy – wyróżnienie za film pt. Tramwaj
- 2007: Barejada 2007 – Festiwal Filmów Komediowych i Niezależnych w Jeleniej Górze – wyróżnienie za film pt. Tramwaj
- 2006: The One Minutes – 1.edycja Międzynarodowego Festiwalu Filmów Jednominutowych – wyróżnienie za film pt. Tadzik kładzie panele
- 2005: Kanon Twórców – wyróżnienie za film pt. Czyste uczucie

## Filmografia
- 2014: teledysk o piosenki Królewicz - muz. Jerz Igor (Mała Płyta)
- 2013/2014: Animacja na podstawie baśni H.Ch.Andersena-dla Teatru Robotycznego (Centrum Nauki Kopernik w Warszawie) – muzyka : Małe Instrumenty. 

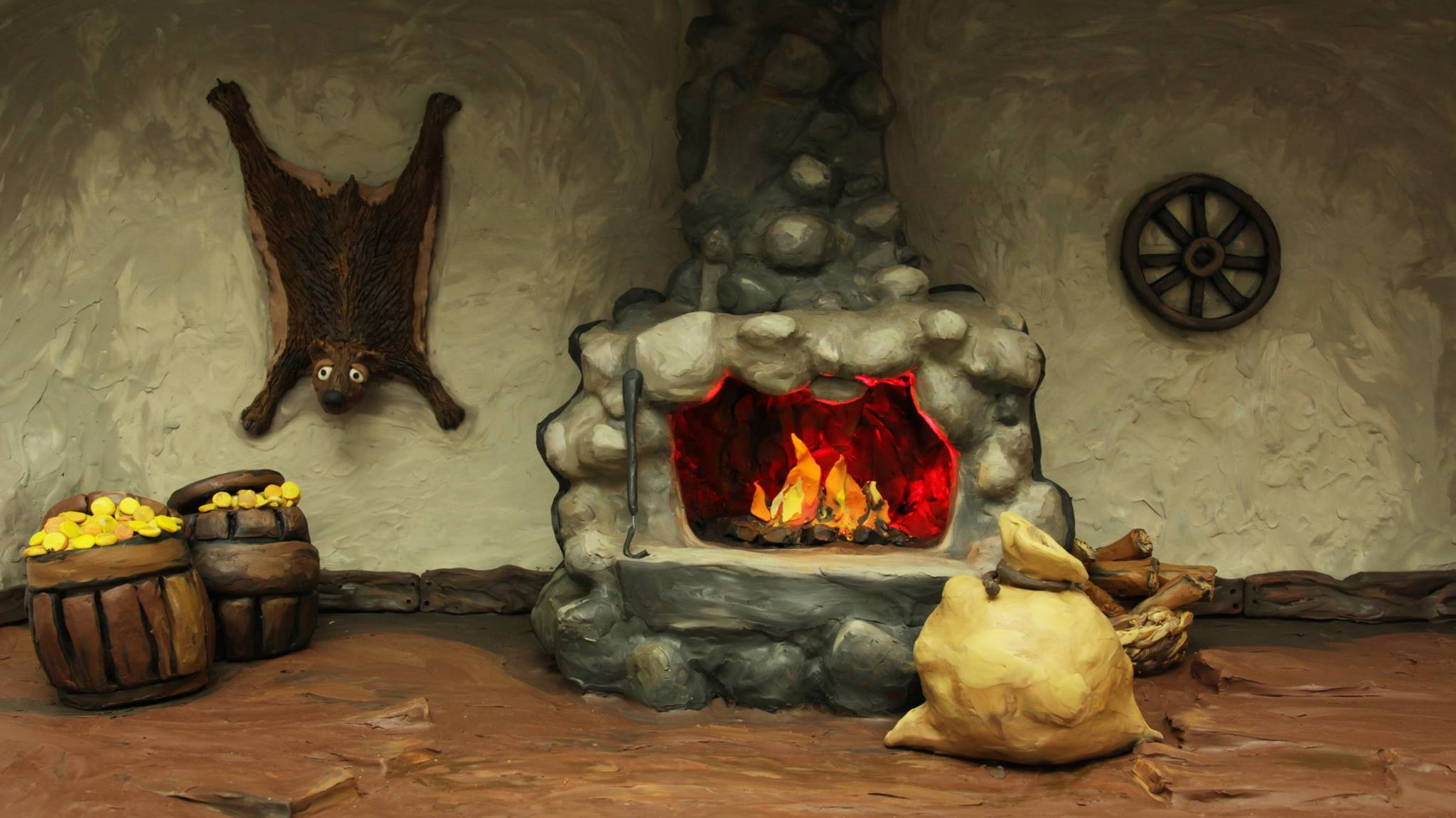
kadr z filmu " Ojciec wie najlepiej" - H.CH.Andersen- Teatr Robotyczny (Centrum Nauki Kopernik)

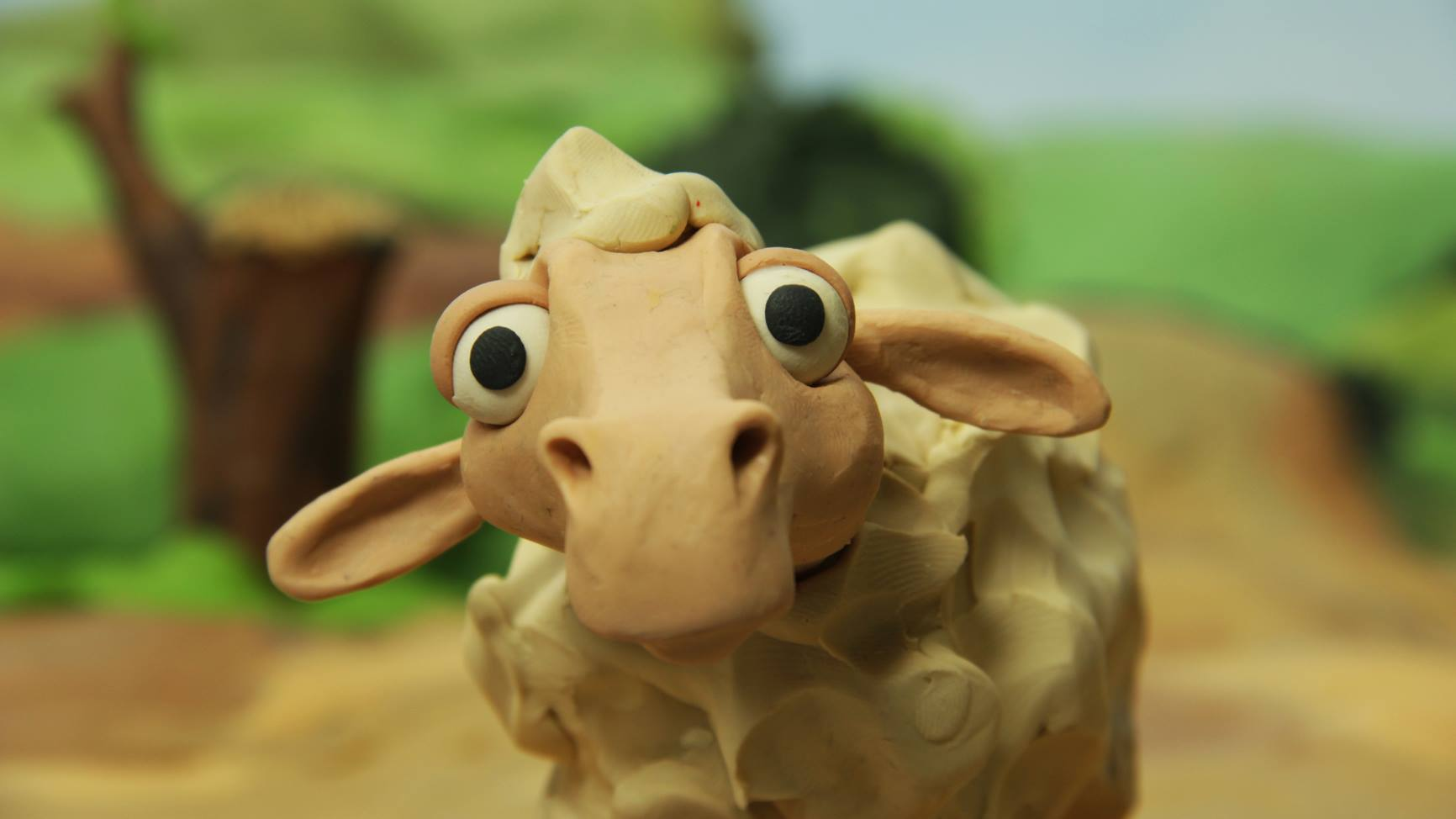
kadr z filmu " Ojciec wie najlepiej" - H.CH.Andersen- Teatr Robotyczny (Centrum Nauki Kopernik)

kadr z filmu " Ojciec wie najlepiej" - H.CH.Andersen- Teatr Robotyczny ( Centrum Nauki Kopernik ) kadr z filmu " Ojciec wie najlepiej" - H.CH.Andersen- Teatr Robotyczny ( Centrum Nauki Kopernik ) kadr z filmu " Ojciec wie najlepiej" - H.CH.Andersen- Teatr Robotyczny ( Centrum Nauki Kopernik )

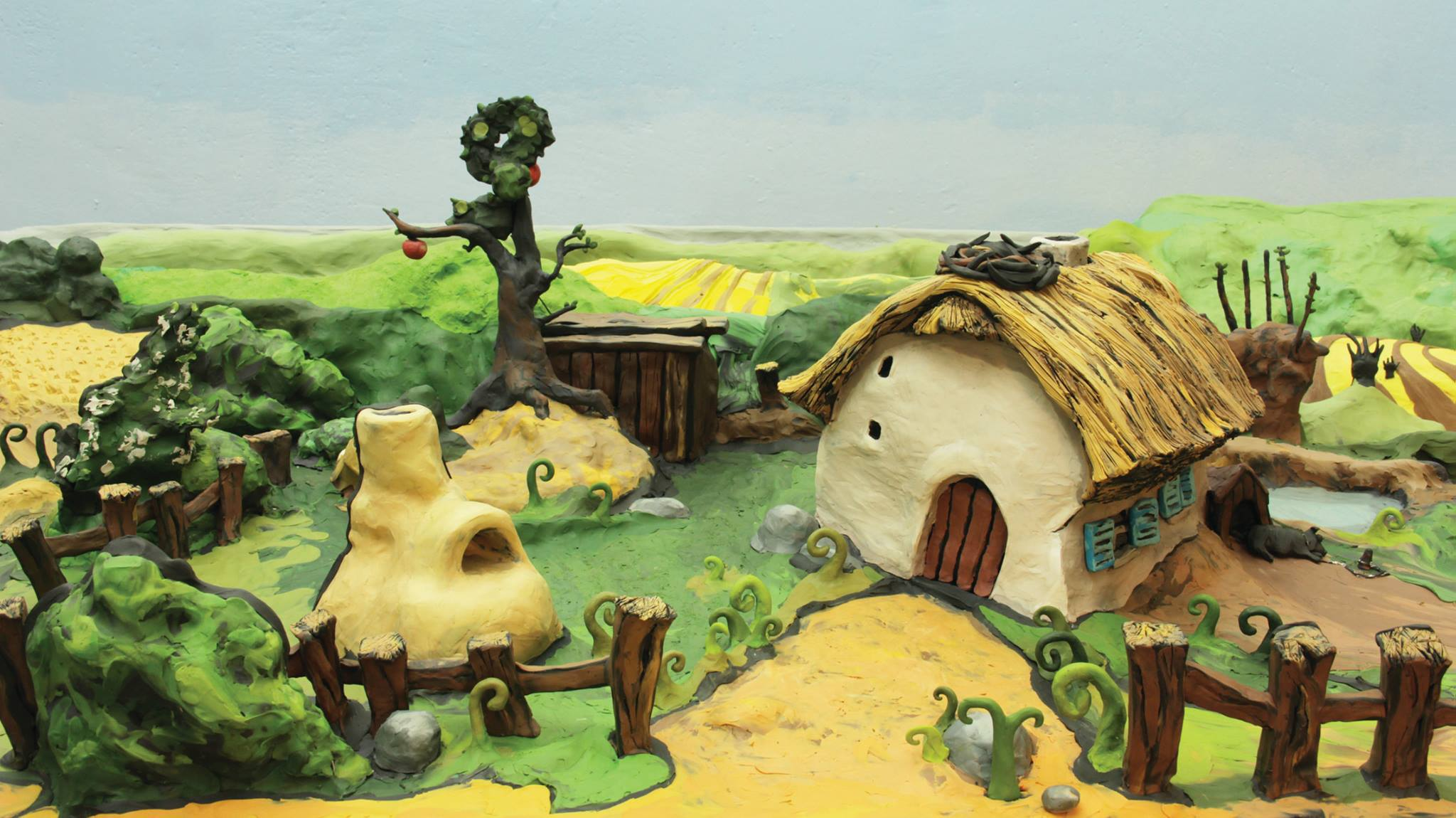
kadr z filmu " Ojciec wie najlepiej" - H.CH.Andersen- Teatr Robotyczny (Centrum Nauki Kopernik)

- 2011: Film promujący konkurs Kręć Wrocław(współautor: Arek Nowakowski-postprodukcja i video, muzyka:Małe Instrumenty)
- 2011: Wszystkie mają po chłopoku (muzyka Dagadana)
- 2011: Zabawki (teledysk, muzyka Bajzel)
- 2010: Belly of the Beast (teledysk dla FOX'a) – animacja i scenografia (Monika Kuczyniecka); (scenariusz i reżyseria Mateusz Pleskacz i Jacek Nastał)
- 2009: Ucieczka (teledysk do piosenki Ucieczka z wesołego miasteczka, muzyka Czesław Mozil)
- 2007: Tramwaj
- 2006: Tadzik kładzie panele
- 2006: Dlaczego Chińczycy mają skośne oczy
- 2005: Jaś i Małgosia
- 2005: Bang, Bang
- 2005: Czyste Uczucie
- 2004: Zemsta
- 2004: Cyfry